# Championnats du monde de ski alpin 2019 - Slalom femmes
Navigation
Édition précédente Édition suivante
Les deux manches du Slalom femmes des Championnats du monde de ski alpin 2019 ont lieu le 16 février. Sur la piste Gästrappet baignée de soleil, Mikaela Shiffrin montre en deuxième manche les raisons pour lesquelles elle est la meilleure slalomeuse au monde depuis plus de six ans. Devancée dans le premier acte par Wendy Holdener et Anna Swenn-Larsson, l'Américaine de 23 ans parcourt le 2e tracé tout en maîtrise, en contrôle et techniquement au-dessus du lot. Seule à passer la ligne d'arrivée en moins d'une minute, elle repousse loin toutes ses rivales, à commencer par Swenn-Larsson, deuxième à plus d'une demi-seconde, alors que la championne du monde 2019 du slalom géant Petra  Vlhová revient de la 5e place en première manche pour prendre le bronze, et que Wendy Holdener, dernière à s'élancer, rate une porte dès le haut du tracé, mais remonte et termine sa course.  Mikaela Shiffrin réalise ainsi un exploit historique, seule skieuse dans l'histoire de son sport, hommes et femmes confondus, à avoir remporté quatre titres mondiaux d'affilée dans la même discipline

## Résultats
La première manche, a eu lieu à 11 h. La deuxième manche en départ inversé en deuxième manche à partir du 30e temps s'est déroulée à partir de 14 h 30
| Rang               | Dossard | Nom                             | Pays               | Manche 1         | Rang             | Manche 2         | Rang             | Total            | Écart            |
| ------------------ | ------- | ------------------------------- | ------------------ | ---------------- | ---------------- | ---------------- | ---------------- | ---------------- | ---------------- |
| Médaille d'or      | 2       | Mikaela Shiffrin                | États-Unis         | 57 s 23          | 3                | 59 s 82          | 1                | 1 min 57 s 05    |                  |
| Médaille d'argent  | 4       | Anna Swenn-Larsson              | Suède              | 57 s 19          | 2                | 1 min 00 s 44    | 2                | 1 min 57 s 63    | + 0 s 58         |
| Médaille de bronze | 6       | Petra Vlhová                    | Slovaquie          | 57 s 54          | 5                | 1 min 00 s 54    | 3                | 1 min 58 s 08    | + 1 s 03         |
| 4                  | 1       | Katharina Liensberger           | Autriche           | 57 s 35          | 4                | 1 min 01 s 13    | 7                | 1 min 58 s 48    | + 1 s 43         |
| 5                  | 7       | Frida Hansdotter                | Suède              | 57 s 64          | 6                | 1 min 01 s 80    | 17               | 1 min 59 s 44    | + 2 s 39         |
| 6                  | 8       | Laurence St-Germain             | Canada             | 58 s 60          | 8                | 1 min 01 s 05    | 4                | 1 min 59 s 65    | + 2 s 60         |
| 7                  | 19      | Katharina Huber                 | Autriche           | 58 s 66          | 9                | 1 min 01 s 19    | 8                | 1 min 59 s 85    | + 2 s 80         |
| 8                  | 10      | Katharina Truppe                | Autriche           | 58 s 93          | 10               | 1 min 01 s 05    | 4                | 1 min 59 s 98    | + 2 s 93         |
| 9                  | 5       | Bernadette Schild               | Autriche           | 59 s 20          | 12               | 1 min 01 s 26    | 9                | 2 min 00 s 46    | + 3 s 41         |
| 10                 | 11      | Erin Mielzynski                 | Canada             | 58 s 99          | 11               | 1 min 01 s 60    | 12               | 2 min 00 s 59    | + 3 s 54         |
| 11                 | 18      | Lena Dürr                       | Allemagne          | 59 s 83          | 15               | 1 min 01 s 47    | 11               | 2 min 01 s 30    | + 4 s 25         |
| 12                 | 16      | Roni Remme                      | Canada             | 59 s 36          | 13               | 1 min 02 s 02    | 19               | 2 min 01 s 38    | + 4 s 33         |
| 13                 | 9       | Nastasia Noens                  | France             | 59 s 91          | 16               | 1 min 01 s 62    | 13               | 2 min 01 s 53    | + 4 s 48         |
| 14                 | 25      | Charlotta Säfvenberg            | Suède              | 1 min 00 s 21    | 18               | 1 min 01 s 98    | 18               | 2 min 02 s 19    | + 5 s 14         |
| 15                 | 17      | Aline Danioth                   | Suisse             | 1 min 00 s 15    | 17               | 1 min 02 s 07    | 21               | 2 min 02 s 22    | + 5 s 17         |
| 16                 | 24      | Maren Skjøld                    | Norvège            | 1 min 00 s 87    | 23               | 1 min 01 s 40    | 10               | 2 min 02 s 27    | + 5 s 22         |
| 17                 | 3       | Wendy Holdener                  | Suisse             | 57 s 08          | 1                | 1 min 05 s 23    | 32               | 2 min 02 s 31    | + 5 s 26         |
| 18                 | 21      | Paula Moltzan                   | États-Unis         | 1 min 00 s 46    | 21               | 1 min 02 s 05    | 20               | 2 min 02 s 51    | + 5 s 46         |
| 19                 | 39      | Adriana Jelinkova               | Pays-Bas           | 1 min 01 s 45    | 25               | 1 min 01 s 07    | 6                | 2 min 02 s 52    | + 5 s 47         |
| 20                 | 14      | Chiara Costazza                 | Italie             | 1 min 00 s 36    | 20               | 1 min 02 s 37    | 22               | 2 min 02 s 73    | + 5 s 68         |
| 21                 | 36      | Gabriela Capová                 | Tchéquie           | 1 min 00 s 60    | 22               | 1 min 02 s 45    | 23               | 2 min 03 s 05    | + 6 s 00         |
| 22                 | 43      | Amelia Smart                    | Canada             | 1 min 01 s 58    | 28               | 1 min 01 s 76    | 16               | 2 min 03 s 34    | + 6 s 29         |
| 23                 | 34      | Mireia Gutiérrez                | Andorre            | 1 min 01 s 70    | 29               | 1 min 01 s 67    | 15               | 2 min 03 s 37    | + 6 s 32         |
| 24                 | 42      | Charlie Guest                   | Grande-Bretagne    | 1 min 01 s 82    | 30               | 1 min 01 s 63    | 14               | 2 min 03 s 45    | + 6 s 40         |
| 25                 | 38      | Maria Shkanova                  | Biélorussie        | 1 min 01 s 52    | 27               | 1 min 02 s 51    | 24               | 2 min 04 s 03    | + 6 s 98         |
| 26                 | 45      | Ekaterina Tkachenko             | Russie             | 1 min 02 s 64    | 33               | 1 min 02 s 52    | 25               | 2 min 05 s 16    | +8 s 11          |
| 27                 | 23      | Maruša Ferk                     | Slovénie           | 1 min 02 s 09    | 31               | 1 min 03 s 81    | 28               | 2 min 05 s 90    | +8 s 85          |
| 28                 | 49      | Nevena Ignjatović               | Serbie             | 1 min 02 s 94    | 36               | 1 min 03 s 09    | 27               | 2 min 06 s 03    | +8 s 98          |
| 29                 | 37      | Kristine Gjelsten Haugen        | Norvège            | 1 min 02 s 28    | 32               | 1 min 04 s 55    | 30               | 2 min 06 s 83    | +9 s 78          |
| 30                 | 47      | Andrea Komšić                   | Croatie            | 1 min 04 s 00    | 39               | 1 min 03 s 06    | 26               | 2 min 07 s 06    | +10 s 01         |
| 31                 | 30      | Nella Korpio                    | Finlande           | 1 min 02 s 91    | 35               | 1 min 04 s 28    | 29               | 2 min 07 s 19    | +10 s 14         |
| 32                 | 55      | Kim Vanreusel                   | Belgique           | 1 min 03 s 76    | 38               | 1 min 04 s 69    | 31               | 2 min 08 s 45    | +11 s 40         |
| 33                 | 46      | Ksenia Alopina                  | Russie             | 1 min 03 s 19    | 37               | 1 min 05 s 29    | 33               | 2 min 08 s 48    | +11 s 43         |
| 34                 | 41      | Nina O'Brien                    | États-Unis         | 1 min 01 s 45    | 25               | 1 min 08 s 22    | 34               | 2 min 09 s 67    | + 12 s 62        |
| 35                 | 57      | Freydís Halla Einarsdóttir      | Islande            | 1 min 05 s 64    | 40               | 1 min 09 s 29    | 35               | 2 min 14 s 93    | +17 s 88         |
| 36                 | 60      | Nuunu Chemnitz Berthelsen       | Danemark           | 1 min 08 s 13    | 44               | 1 min 09 s 87    | 36               | 2 min 18 s 00    | +20 s 95         |
| 37                 | 63      | Vanina Guerillot                | Portugal           | 1 min 07 s 82    | 43               | 1 min 10 s 64    | 39               | 2 min 18 s 46    | +21 s 41         |
| 38                 | 67      | María Finnbogadóttir            | Islande            | 1 min 08 s 82    | 45               | 1 min 10 s 06    | 37               | 2 min 18 s 88    | +21 s 83         |
| 39                 | 65      | Andrea Björk Birkisdóttir       | Islande            | 1 min 09 s 55    | 48               | 1 min 10 s 36    | 38               | 2 min 19 s 91    | +22 s 86         |
| 40                 | 62      | Mialitiana Clerc                | Madagascar         | 1 min 08 s 96    | 46               | 1 min 11 s 29    | 41               | 2 min 20 s 25    | +23 s 20         |
| 41                 | 68      | Anastasiya Shepilenko           | Ukraine            | 1 min 09 s 22    | 47               | 1 min 11 s 33    | 42               | 2 min 20 s 55    | +23 s 50         |
| 42                 | 69      | Ieva Januškevičiūtė             | Lituanie           | 1 min 09 s 62    | 49               | 1 min 11 s 25    | 40               | 2 min 20 s 87    | +23 s 82         |
| 43                 | 64      | Tess Arbez                      | Irlande            | 1 min 11 s 57    | 50               | 1 min 13 s 35    | 43               | 2 min 24 s 92    | +27 s 87         |
| 44                 | 80      | Katalin Dorultán                | Hongrie            | 1 min 12 s 23    | 51               | 1 min 14 s 28    | 44               | 2 min 26 s 51    | +29 s 46         |
| 45                 | 74      | Sophia Ralli                    | Grèce              | 1 min 12 s 89    | 52               | 1 min 14 s 83    | 45               | 2 min 27 s 72    | +30 s 67         |
| 46                 | 85      | Atefeh Ahmadi                   | Iran               | 1 min 15 s 35    | 53               | 1 min 16 s 66    | 47               | 2 min 32 s 01    | +34 s 96         |
| 47                 | 84      | Mimi Maroty                     | Hongrie            | 1 min 16 s 96    | 54               | 1 min 16 s 54    | 46               | 2 min 33 s 50    | +36 s 45         |
| 48                 | 82      | Forough Abbasi                  | Iran               | 1 min 20 s 79    | 55               | 1 min 19 s 28    | 48               | 2 min 40 s 07    | +43 s 02         |
| 49                 | 90      | Jackie Chamoun                  | Liban              | 1 min 23 s 31    | 58               | 1 min 21 s 11    | 49               | 2 min 44 s 42    | +47 s 37         |
| 50                 | 94      | Sara Zeidan                     | Liban              | 1 min 22 s 71    | 57               | 1 min 22 s 80    | 50               | 2 min 45 s 51    | +48 s 46         |
| 51                 | 96      | Adea Kollqaku                   | Kosovo             | 1 min 37 s 36    | 59               | 1 min 33 s 31    | 51               | 3 min 10 s 67    | +1 min 13 s 62   |
| 52                 | 97      | Celine Marti                    | Haïti              | 1 min 46 s 28    | 60               | 1 min 47 s 71    | 52               | 3 min 33 s 99    | +1 min 36 s 94   |
| —                  | 56      | Marjolein Decroix               | Belgique           | 1 min 06 s 08    | 42               | Abandon          | Abandon          | Abandon          | Abandon          |
| —                  | 54      | Lelde Gasūna                    | Lettonie           | 1 min 05 s 95    | 41               | Abandon          | Abandon          | Abandon          | Abandon          |
| —                  | 28      | Lara Della Mea                  | Italie             | 1 min 01 s 14    | 24               | Abandon          | Abandon          | Abandon          | Abandon          |
| —                  | 26      | Ana Bucik                       | Slovénie           | 1 min 00 s 25    | 19               | Abandon          | Abandon          | Abandon          | Abandon          |
| —                  | 15      | Christina Geiger                | Allemagne          | 58 s 59          | 7                | Abandon          | Abandon          | Abandon          | Abandon          |
| —                  | 12      | Kristin Lysdahl                 | Norvège            | 59 s 51          | 14               | Abandon          | Abandon          | Abandon          | Abandon          |
| —                  | 87      | Marjan Kalhor                   | Iran               | 1 min 22 s 41    | 56               | Pas au départ    | Pas au départ    | Pas au départ    | Pas au départ    |
| —                  | 33      | Martina Dubovská                | Tchéquie           | 1 min 02 s 80    | 34               | Pas au départ    | Pas au départ    | Pas au départ    | Pas au départ    |
| —                  | 13      | Irene Curtoni                   | Italie             | Abandon          | Abandon          | Abandon          | Abandon          | Abandon          | Abandon          |
| —                  | 20      | Mina Fürst Holtmann             | Norvège            | Abandon          | Abandon          | Abandon          | Abandon          | Abandon          | Abandon          |
| —                  | 27      | Ylva Stålnacke                  | Suède              | Abandon          | Abandon          | Abandon          | Abandon          | Abandon          | Abandon          |
| —                  | 29      | Elena Stoffel                   | Suisse             | Abandon          | Abandon          | Abandon          | Abandon          | Abandon          | Abandon          |
| —                  | 31      | Joséphine Forni                 | France             | Abandon          | Abandon          | Abandon          | Abandon          | Abandon          | Abandon          |
| —                  | 32      | Marlene Schmotz                 | Allemagne          | Abandon          | Abandon          | Abandon          | Abandon          | Abandon          | Abandon          |
| —                  | 35      | Sakurako Mukogawa               | Japon              | Abandon          | Abandon          | Abandon          | Abandon          | Abandon          | Abandon          |
| —                  | 40      | Neja Dvornik                    | Slovénie           | Abandon          | Abandon          | Abandon          | Abandon          | Abandon          | Abandon          |
| —                  | 44      | Anastasia Gornostaeva           | Russie             | Abandon          | Abandon          | Abandon          | Abandon          | Abandon          | Abandon          |
| —                  | 48      | Piera Hudson                    | Nouvelle-Zélande   | Abandon          | Abandon          | Abandon          | Abandon          | Abandon          | Abandon          |
| —                  | 50      | Riikka Honkanen                 | Finlande           | Abandon          | Abandon          | Abandon          | Abandon          | Abandon          | Abandon          |
| —                  | 51      | Núria Pau                       | Espagne            | Abandon          | Abandon          | Abandon          | Abandon          | Abandon          | Abandon          |
| —                  | 52      | Erika Pykäläinen                | Finlande           | Abandon          | Abandon          | Abandon          | Abandon          | Abandon          | Abandon          |
| —                  | 53      | Agnese Āboltiņa                 | Lettonie           | Abandon          | Abandon          | Abandon          | Abandon          | Abandon          | Abandon          |
| —                  | 58      | Evelīna Gasūna                  | Lettonie           | Abandon          | Abandon          | Abandon          | Abandon          | Abandon          | Abandon          |
| —                  | 59      | Liene Bondare                   | Lettonie           | Abandon          | Abandon          | Abandon          | Abandon          | Abandon          | Abandon          |
| —                  | 61      | Nino Tsiklauri                  | Géorgie            | Abandon          | Abandon          | Abandon          | Abandon          | Abandon          | Abandon          |
| —                  | 66      | Hólmfríður Dóra Friðgeirsdóttir | Islande            | Abandon          | Abandon          | Abandon          | Abandon          | Abandon          | Abandon          |
| —                  | 70      | Olha Knysh                      | Ukraine            | Abandon          | Abandon          | Abandon          | Abandon          | Abandon          | Abandon          |
| —                  | 71      | Victoria Bolješić               | Serbie             | Abandon          | Abandon          | Abandon          | Abandon          | Abandon          | Abandon          |
| —                  | 72      | Kong Fanying                    | Chine              | Abandon          | Abandon          | Abandon          | Abandon          | Abandon          | Abandon          |
| —                  | 75      | Maja Tadić                      | Bosnie-Herzégovine | Abandon          | Abandon          | Abandon          | Abandon          | Abandon          | Abandon          |
| —                  | 76      | Šejla Merdanović                | Bosnie-Herzégovine | Abandon          | Abandon          | Abandon          | Abandon          | Abandon          | Abandon          |
| —                  | 77      | Petra Veljković                 | Serbie             | Abandon          | Abandon          | Abandon          | Abandon          | Abandon          | Abandon          |
| —                  | 78      | Ornella Oettl Reyes             | Pérou              | Abandon          | Abandon          | Abandon          | Abandon          | Abandon          | Abandon          |
| —                  | 79      | Ni Yueming                      | Chine              | Abandon          | Abandon          | Abandon          | Abandon          | Abandon          | Abandon          |
| —                  | 81      | Zhu Tianhui                     | Chine              | Abandon          | Abandon          | Abandon          | Abandon          | Abandon          | Abandon          |
| —                  | 83      | Mariya Grigorova                | Kazakhstan         | Abandon          | Abandon          | Abandon          | Abandon          | Abandon          | Abandon          |
| —                  | 86      | Aristi Kyritsi                  | Grèce              | Abandon          | Abandon          | Abandon          | Abandon          | Abandon          | Abandon          |
| —                  | 88      | Anastasia Mantsiou              | Grèce              | Abandon          | Abandon          | Abandon          | Abandon          | Abandon          | Abandon          |
| —                  | 89      | Sadaf Savehshemshaki            | Iran               | Abandon          | Abandon          | Abandon          | Abandon          | Abandon          | Abandon          |
| —                  | 91      | Silouani Kostits                | Grèce              | Abandon          | Abandon          | Abandon          | Abandon          | Abandon          | Abandon          |
| —                  | 92      | Andriani Pieri                  | Chypre             | Abandon          | Abandon          | Abandon          | Abandon          | Abandon          | Abandon          |
| —                  | 95      | Fiona Rusta                     | Kosovo             | Abandon          | Abandon          | Abandon          | Abandon          | Abandon          | Abandon          |
| —                  | 22      | Meta Hrovat                     | Slovénie           | Disqualification | Disqualification | Disqualification | Disqualification | Disqualification | Disqualification |
| —                  | 73      | Elise Pellegrin                 | Malte              | Disqualification | Disqualification | Disqualification | Disqualification | Disqualification | Disqualification |
| —                  | 93      | Carlie Iskandar                 | Liban              | Disqualification | Disqualification | Disqualification | Disqualification | Disqualification | Disqualification |